# Uri Caine
Uri Caine (ur. 8 czerwca 1953 w Filadelfii) – amerykański pianista klasyczny i jazzowy.
Urodził się w Filadelfii. Jego ojciec, Burton Caine, był profesorem prawa na Temple University, matka, Shulamith Wechter Caine, poetką i pisarką. Jest żydowskiego pochodzenia. Grę na pianinie rozpoczął w wieku 7 lat, jednak początkowo nie był zbyt zainteresowany graniem. Sytuacja zmieniła się, gdy miał ok. 12–13 lat, a jego nauczycielem został pianista jazzowy Bernard Peiffer. Po dwóch latach dodatkowo zaczął praktykę u kompozytora George'a Rochberga. W 1977 r. rozpoczął studia muzyczne na University of Pennsylvania, gdzie jego nauczycielami byli m.in. George Rochberg, Richard Wernick i George Crumb. Jeszcze przed rozpoczęciem studiów grywał w klubach jazzowych. W 1992 roku zadebiutował albumem zatytułowanym Sphere Music.
W swojej twórczości łączy elementy jazzu, muzyki poważnej (interpretował dla wytwórni Winter & Winter m.in. utwory Mahlera, Beethovena, Bacha, Wagnera i Schumanna), muzyki elektronicznej oraz muzyki żydowskiej. Związany jest z ruchem Radical Jewish Culture i sceną New York Downtown. Współpracował m.in. z Hankiem Mobleyem, Freddiem Hubbardem, Johnem Zornem, Donem Byronem.
W 2001 roku nagrał album pt. The Philadelphia Experiment z perkusistą The Roots Ahmirem "Questlove'em" Thompsonem i Christianem McBride'em. Wszyscy trzej artyści pochodzą z Filadelfii, choć reprezentują różne style muzyczne.
W 2009 roku był nominowany do nagrody Grammy za The Othello Syndrome.
Występując w ramach festiwalu Jazztopad we Wrocławiu w 2011 roku, zagrał specjalnie na tę okazję skomponowane utwory.
Ma żonę Jan, z którą mieszka w Nowym Jorku.

## Dyskografia
- Sphere Music (JMT Records, 1992)
- Toys (JMT, 1995)
- Blue Wail (Winter & Winter, 1997)
- Wagner e Venezia (Winter & Winter, 1997)
- Nigunim (Winter & Winter, 1998)
- Urlicht/Primal Light (Winter & Winter, 1998)
- Keter (Winter & Winter, 1999)
- Blue Wail (Winter & Winter, 1999)
- Sidewalks of New York: Tin Pan Alley (Winter & Winter, 1999)
- Gustav Mahler in Toblach: I Went Out This Morning Over the Countryside (Winter & Winter, 1999)
- Zohar Keter (Knitting Factory Works, 1999)
- Love Fugue Robert Schumann (Winter & Winter, 2000)
- Goldberg Variations (Winter & Winter, 2000)
- The Philadelphia Experiment (Ropeadope Records, 2001)
- Bedrock (Witner & Winter, 2002)
- Solitaire (Winter & Winter, 2002)
- Rio (Winter & Winter, 2002)
- Diabelli Variations (Ludwig Van Beethoven) (Winter & Winter, 2003)
- Gustav Mahler: Dark Flame (Winter & Winter, 2004)
- Live at the Village Vanguard (Winter & Winter, 2004)
- Shelf-Life (jako Bedrock, Winter & Winter, 2005)
- Moloch: Book of Angels Volume 6 (Tzadik, 2006)
- Think (z Paolo Fresu, Blue Note, 2006)
- Plays Mozart (Winter & Winter, 2006)
- Classical Variations (Winter & Winter, 2007)
- The Othello Syndrome (Winter & Winter, 2008)
- Plastic Temptation (jako Bedrock, Winter & Winter, 2010)
- Mahler-Caine: The Drummer Boy (Winter & Witner, 2011)
- Azoy Tsu Tsviet (z Joelem Rubinem, Tzadik, 2011)
- Siren (Winter & Winter, 2011)